# Coupe du monde de water-polo
Créée en 1979, la Coupe du monde de water-polo est une compétition internationale de water-polo opposant les meilleures sélections nationales. Organisée par la Fédération internationale de natation (FINA), cette compétition propose des versions masculine et féminine depuis 1979 bien que les deux compétitions soient disputées différemment.

## Calendrier
Le tournoi masculin s'est déroulé tous les deux ans entre 1979 et 1999 ; la compétition est organisée tous les quatre ans depuis 2002. Pour les femmes, le calendrier est plus irrégulier avec des intervalles allant de 1 à 4 ans entre les différentes éditions. Depuis 2002 cependant, comme le tournoi masculin, la Coupe du monde féminine est disputée tous les quatre ans.

## Sélection des équipes
Jusqu'aux éditions de 2006, la FINA invitait à ce tournoi les huit meilleures équipes du dernier championnat du monde.
Pour l'édition de 2010, l'invitation est adressée aux trois meilleures équipes du dernier championnat du monde et à cinq représentants en provenance de chacun des continents. Cependant, en 2010, ce nouveau mode de sélection cause plusieurs problèmes : les équipes d'Afrique ont renoncé à l'invitation et l'équipe féminine d'Australie n'est pas sélectionnée malgré sa médaille de bronze aux Jeux olympiques de 2008 car la Nouvelle-Zélande est le pays hôte,.

## Palmarès masculin

### Podiums masculins
| Année | médaille d'or            | médaille d'argent    | médaille d'bronze    | Site                               |
| ----- | ------------------------ | -------------------- | -------------------- | ---------------------------------- |
| 1979  | Hongrie (1)              | États-Unis           | Yougoslavie          | Rijeka, Yougoslavie                |
| 1981  | Union soviétique (1)     | Yougoslavie          | Cuba                 | Long Beach, États-Unis             |
| 1983  | Union soviétique (2)     | Allemagne de l'Ouest | Italie               | Malibu, États-Unis                 |
| 1985  | Allemagne de l'Ouest (1) | États-Unis           | Espagne              | Duisbourg, Allemagne de l'Ouest    |
| 1987  | Yougoslavie (1)          | Union soviétique     | Allemagne de l'Ouest | Thessalonique, Grèce               |
| 1989  | Yougoslavie (2)          | Italie               | Hongrie              | Berlin-Ouest, Allemagne de l'Ouest |
| 1991  | États-Unis (1)           | Italie               | Espagne              | Barcelone, Espagne                 |
| 1993  | Italie (1)               | Hongrie              | Russie               | Athènes, Grèce                     |
| 1995  | Hongrie (2)              | Italie               | Russie               | Atlanta, États-Unis                |
| 1997  | États-Unis (2)           | Grèce                | Hongrie              | Athènes, Grèce                     |
| 1999  | Hongrie (3)              | Italie               | Espagne              | Sydney, Australie                  |
| 2002  | Russie (1)               | Hongrie              | Serbie-et-Monténégro | Belgrade, RF Yougoslavie           |
| 2006  | Serbie-et-Monténégro (1) | Hongrie              | Espagne              | Budapest, Hongrie                  |
| 2010  | Serbie (1)               | Croatie              | Espagne              | Oradea, Roumanie                   |
| 2014  | Serbie (2)               | Hongrie              | Croatie              | Almaty, Kazakhstan                 |
| 2018  | Hongrie (4)              | Australie            | Serbie               | Berlin, Allemagne                  |
| 2023  | Espagne (1)              | Italie               | États-Unis           | Los Angeles, États-Unis            |

### Tableau des médailles masculin
| Rang | Nation               | Or | Argent | Bronze | Total |
| ---- | -------------------- | -- | ------ | ------ | ----- |
| 1    | Hongrie              | 4  | 4      | 2      | 10    |
| 2    | États-Unis           | 2  | 2      | 1      | 5     |
| 3    | Yougoslavie          | 2  | 1      | 1      | 4     |
| 4    | Union soviétique     | 2  | 1      | 0      | 3     |
| 5    | Serbie               | 2  | 0      | 1      | 3     |
| 6    | Italie               | 1  | 5      | 1      | 7     |
| 7    | Allemagne de l'Ouest | 1  | 1      | 1      | 3     |
| 8    | Espagne              | 1  | 0      | 5      | 6     |
| 9    | Russie               | 1  | 0      | 2      | 3     |
| 10   | Serbie-et-Monténégro | 1  | 0      | 1      | 2     |
| 11   | Croatie              | 0  | 1      | 1      | 2     |
| 12   | Australie            | 0  | 1      | 0      | 1     |
| 13   | Grèce                | 0  | 1      | 0      | 1     |
| 14   | Cuba                 | 0  | 0      | 1      | 1     |

## Palmarès féminin

### Podiums féminins
| Année | médaille d'or  | médaille d'argent | médaille d'bronze | Site                           |
| ----- | -------------- | ----------------- | ----------------- | ------------------------------ |
| 1979  | États-Unis (1) | Pays-Bas          | Australie         | Merced, États-Unis             |
| 1980  | Pays-Bas (1)   | États-Unis        | Canada            | Bréda, Pays-Bas                |
| 1981  | Canada (1)     | Pays-Bas          | Australie         | Brisbane, Australie            |
| 1983  | Pays-Bas (2)   | États-Unis        | Australie         | Sainte-Foy, Canada             |
| 1984  | Australie (1)  | États-Unis        | Pays-Bas          | Irvine, États-Unis             |
| 1988  | Pays-Bas (3)   | Hongrie           | Canada            | Christchurch, Nouvelle-Zélande |
| 1989  | Pays-Bas (4)   | États-Unis        | Hongrie           | Eindhoven, Pays-Bas            |
| 1991  | Pays-Bas (5)   | Australie         | États-Unis        | Long Beach, États-Unis         |
| 1993  | Pays-Bas (6)   | Italie            | Hongrie           | Catane, Italie                 |
| 1995  | Australie (2)  | Pays-Bas          | Hongrie           | Sydney, Australie              |
| 1997  | Pays-Bas (7)   | Russie            | Australie         | Nancy, France                  |
| 1999  | Pays-Bas (8)   | Australie         | Italie            | Winnipeg, Canada               |
| 2002  | Hongrie (1)    | États-Unis        | Canada            | Perth, Australie               |
| 2006  | Australie (3)  | Italie            | Russie            | Tianjin, Chine                 |
| 2010  | États-Unis (2) | Australie         | Chine             | Christchurch, Nouvelle-Zélande |
| 2014  | États-Unis (3) | Australie         | Espagne           | Khanty-Mansiysk, Russie        |
| 2018  | États-Unis (4) | Russie            | Australie         | Sourgout, Russie               |

### Tableau des médailles féminin
| Rang | Nation     | Or | Argent | Bronze | Total |
| ---- | ---------- | -- | ------ | ------ | ----- |
| 1    | Pays-Bas   | 8  | 3      | 1      | 12    |
| 2    | États-Unis | 4  | 5      | 1      | 10    |
| 3    | Australie  | 3  | 4      | 5      | 12    |
| 4    | Hongrie    | 1  | 1      | 3      | 5     |
| 5    | Canada     | 1  | 0      | 3      | 4     |
| 6    | Italie     | 0  | 2      | 1      | 3     |
| 6    | Russie     | 0  | 2      | 1      | 3     |
| 8    | Chine      | 0  | 0      | 1      | 1     |
| "    | Espagne    | 0  | 0      | 1      | 1     |